# Georgi-Eliava-Institut für Bakteriophagen, Mikrobiologie und Virologie

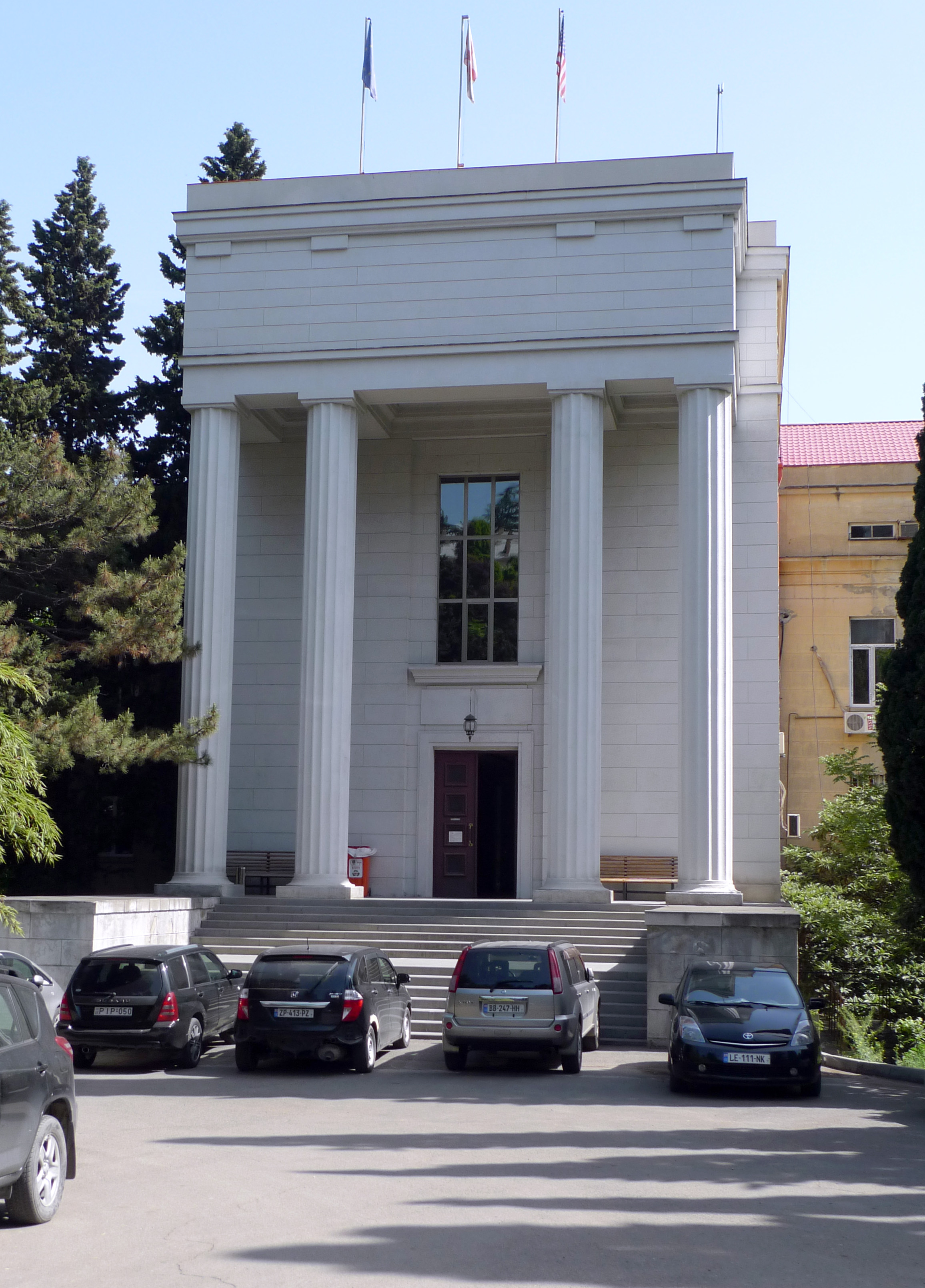
Frontpartie des Eliava-Instituts in Tiflis

Das Georgi-Eliava-Institut für Bakteriophagen, Mikrobiologie und Virologie (georgisch გიორგი ელიავას ბაქტერიოფაგიის, მიკრობიოლოგიისა და ვირუსოლოგიის ინსტიტუტი, englisch George Eliava Institute of Bacteriophage, Microbiology and Virology, IBMV) ist ein Institut zur Erforschung von Bakteriophagen in Tiflis, Georgien. Seit den 1930er Jahren befasst sich das Institut auch mit der therapeutischen Anwendung von Phagenpräparaten.

## 1923 bis 1937
Vorläufer des Instituts war ein bakteriologisches Labor, das von dem georgischen Mikrobiologen Georgi Eliava 1923 in Tiflis begründet wurde, bekannt als Institut für Mikrobiologie. Eliava war 1921 von einem Forschungsaufenthalt am Pariser Institut Pasteur mit Laborgerätschaften, Impfstoffen und Sera in das nunmehr sowjetische Georgien zurückgekehrt. 1925 bis 1927 hielt sich Eliava erneut am Institut Pasteur auf und begegnete dort dem frankokanadischen Forscher Félix Hubert d’Hérelle, Entdecker der Bakteriophagen. Eliava war mittlerweile Lehrstuhlinhaber für Mikrobiologie an der Universität von Tiflis und verfügte über Ressourcen und Einfluss. Begeistert von d’Hérelles Phagen-Forschung bot er ihm eine Professur in Tiflis an, in der Hoffnung, dort ein Weltzentrum zur Erforschung von Phagen errichten zu können. Ein geeignetes Grundstück stand seit 1926 am rechten Ufer der Kura zur Verfügung.
D’Hérelle nahm das Angebot an und traf im Oktober 1933 in Tiflis ein. Er brachte Laborausrüstung und Möbel aus Paris mit und arbeitete mit Eliava am zukünftigen Institutsprojekt. Er bereiste Georgien und die Sowjetunion, hielt Vorträge über Bakteriophagen und traf in Moskau den obersten Sowjetkommissar für Gesundheitswesen. Dort wurde ihm ein eigenes Institut für Phagentherapie angeboten. Zurück in Frankreich wartete d’Hérelle 1935 vergeblich auf ein Visum.
1933/34 schlug Eliava die Errichtung des Bakteriophagen-Instituts Tiflis vor, aufbauend auf dem  bakteriologischen Institut und mit Unterstützung der sowjetischen Regierung (Dekret vom 24. April 1936).
1937 geriet Eliava in eine Intrige und wurde unter Stalins Terrorherrschaft verhaftet und als „Volksfeind“ hingerichtet.

## 1938 bis 1988
1938 entstand aus der Fusion des Instituts für Bakteriophagen-Forschung und des 1936 gegründeten Instituts für Mikrobiologie und Epidemiologie das Institut für Mikrobiologie, Epidemiologie und Bakteriophagen. Bis 1951 wurde es vom Volkskommissariat für Gesundheit in Georgien geführt, anschließend dem sowjetischen Gesundheitsministerium unterstellt und firmierte als Institut für Impfstoffe und Sera.
Während die Bakteriophagentherapie in der Folgezeit auch in Moskau und Breslau (das dortige Behandlungszentrum wird von der Polnischen Akademie der Wissenschaften betrieben) weiter verfolgt wurde, jedoch im Westen kaum Interesse und Forschung bestand, entwickelte sich das Institut in Tiflis in Ermangelung von Antibiotika zum Zentrum der sowjetischen Bakteriophagen-Forschung (als Teil der Georgischen Akademie der Wissenschaften). Bakteriophagen galten als Stalins Antwort auf die Antibiotika des Westens.

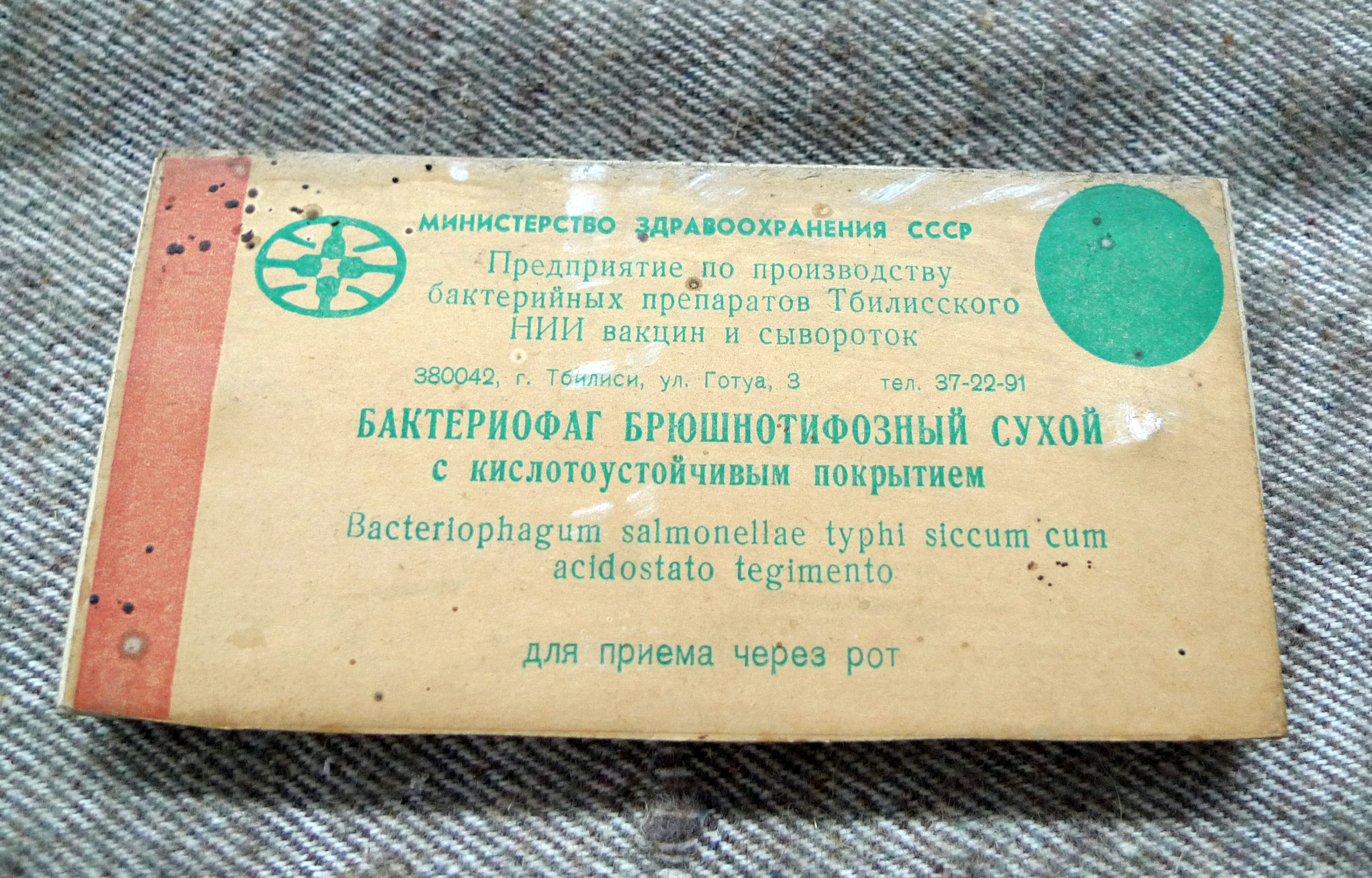
Historisches Phagenpräparat gegen Salmonellen

Das sowjetische Militär war der größte Kunde für Phagenpräparate, die zur oralen und lokalen Anwendung bei Infektionen massenhaft produziert wurden. Sie dienten zur Behandlung und Vorbeugung unter anderem gegen Krankheiten wie Typhus, Blutvergiftung oder Durchfall. Soldaten der Roten Armee hatten Phagentabletten gegen Darminfektionen und zur Prophylaxe von Salmonellose dabei. Georgische Truppen, die 1991 im abtrünnigen Abchasien kämpften, wurden mit Phagensprays gegen Staphylococcus aureus, Escherichia coli, Pseudomonas aeruginosa, Streptococcus pyogenes und Proteus vulgaris versorgt.
1988 wurde das Institut in Tiflis umstrukturiert und der wissenschaftlichen Industrieunion "Bakteriophage" (SIU  "Bakteriophage") einverleibt. Die wissenschaftliche Abteilung wurde dem nun rehabilitierten Gründer Georgi Eliava zu Ehren in Georgi-Eliava-Institut für Bakteriophagenforschung umbenannt.

## 1989 bis 2019
Nach dem Zerfall der Sowjetunion 1991 produzierte das Institut Phagenpräparate hauptsächlich für das nun unabhängige Georgien. Die Produktion sank auf ein Minimum. Produktionsanlagen wurden privatisiert. Es fehlte an Kapital, Strom, Heizung und Kühlung. Pläne internationaler Investoren zerschlugen sich. Noch 2002 kämpfte das Institut ums Überleben. Mit der zunehmenden Wahrnehmung der globalen Resistenzentwicklung von Antibiotika nahm auch das Interesse an Bakteriophagen als alternative Therapieoption zu.
2019 präsentiert sich das Institut in gutem Zustand. Es verfügt über sieben Forschungsabteilungen: Labors für allgemeine und angewandte Mikrobiologie, für mikrobielle Ökologie und Molekularbiologie, für Virologie und Immunologie, eine Abteilung für Forschung und Entwicklung sowie die weltgrößte Sammlung von Bakterienstämmen und Bakteriophagen. Mehr als 100 Forscher, Techniker und Verwaltungsangestellte arbeiten hier. Derzeitige Direktorin ist Mzia Kutateladze. Das Institut wird mit Mitteln aus den USA und der EU unterstützt.
Die Eliava-Foundation ist eine Non-Profit-Organisation mit Ausgründungen von Unternehmen zur Entwicklung und Anwendung von Phagenprodukten zum Schutz von Mensch, Tier, Pflanze und Umwelt. Auf dem Institutsgelände befinden sich unter anderem ein Therapiezentrum für Patienten, eine Apotheke und ein Diagnosezentrum. Unter gleicher Adresse stellt die Firma JSC Biochimpharm zahlreiche Bakteriophagenprodukte in flüssiger und in Tablettenform zur Phagentherapie her, seit 2008 auch für den Export. Auch die niederländische Firma Micreos stellt in Kooperation mit dem Eliava-Institut Phagenprodukte für die Lebensmittelsicherheit her.

## Museum
Im Hauptgebäude ist eine Ausstellung zur Geschichte der Bakteriophagenforschung in Tiflis untergebracht.